# Pavel Nikolajevič Jabločkov
Pavel Nikolajevič Jabločkov (rusky Павел Николаевич Яблочков, 2. záříjul./ 14. září 1847greg. Jabločkovo, Saratovská gubernie – 19. březnajul./ 31. března 1894greg. Saratov) byl ruský elektrotechnik.
Pocházel z rodiny drobné šlechty, vystudoval v Petrohradě Nikolajevské učiliště pro vojenské inženýry a sloužil v carské armádě do roku 1872. Pak působil jako telegrafista na železnici z Moskvy do Kurska. Zde byl pověřen úkolem zařídit elektrické osvětlení pro vlak převážející cara Alexandra II. na Krym. Při této příležitosti prakticky poznal nevýhody obloukové lampy: když konce protilehlých elektrod uhořely, přerušilo se spojení mezi nimi, lampa zhasla a musela se ručně vyměnit. Jabločkov se proto rozhodl přijít na způsob, jak životnost lampy prodloužit.
V roce 1874 zřídil v Moskvě vlastní firmu na elektronické přístroje, od roku 1875 žil v Paříži a pracoval pro firmu Breguet. V roce 1876 si nechal patentovat zdokonalenou obloukovou lampu, která dostala název Jabločkovova svíčka: elektrody na ní byly umístěny rovnoběžně a byly odděleny kaolinovou izolací, takže lampa vydržela svítit půldruhé hodiny. Vynález byl úspěšně představen na Světové výstavě 1878 a byl použit k osvětlení Avenue de l'Opéra. Nepraktický Jabločkov však nedokázal svůj objev komerčně využít. Jeho dílna, v níž experimentoval s chemikáliemi pro výrobu elektrické energie, nakonec vyhořela a vynálezce se musel vrátit do Ruska, kde zemřel v bídě a zapomnění.
V 80. letech 19. století postavil elektrické vozidlo, které je společně s vozem firmy Maschinenfabrik A. Flocken považováno za první elektromobil na světě.

## Ocenění
Od roku 1970 je po něm pojmenován kráter Jabločkov na Měsíci.
Od roku 1995 uděluje Ruská akademie věd za mimořádné úspěchy v oblasti elektrotechniky „Jabločkovu cenu.